# Гундерсен, Джон
Джон Гундерсен (англ. Jon Gundersen; род. 1945, США) — американский дипломат, военный, учёный. Временно поверенный в делах США на Украине. Автор ряда статей, эксперт по отношениям США с Украиной, Эстонией, Исландией и Норвегией.

## Биография
Родился в 1945 году в США.
Служил моряком в торговом флоте США.
Был офицером Армии США, участник боевых действий во Вьетнаме, за что был награждён Бронзовой Звездой.
В 1970-х принимал участие в первых антитеррористических операциях США.

## Карьера
Работал на дипломатической службе в Государственном Департаменте США, где занимался Скандинавским регионом и Советским Союзом. Работал в Посольстве США в Москве.
В 1991 году назначен Генеральным консулом США в Киеве. 26 декабря 1991 года вручил Правительству Украины американскую дипломатическую ноту о признании США независимости Украины.
С 23 января 1992 по 9 июля 1992 года Временно поверенный в делах США на Украине, до вступления в должность первого посла США в Украине Романа Попадюка.
С декабря 1994 по август 1995 года Временно поверенный в делах США в Эстонии. Кроме того работал в Посольстве США в Норвегии и Исландии. Был политическим советником по специальным операциям и старшим советником по восстановлению в Ираке.
После отставки возглавляет исследования по скандинавской тематике в Институте дипломатической службы (США). Обучает специальным операциям и работе с секретными документами Госдепартамента США в Национальном университете безопасности.
Возглавляет собственную фирму «Гражданско-военные консультации Гундерсен».

## Работы
- Многочисленные статьи о Скандинавских странах, России и военно-политических вопросах.

## Награды и знаки отличия
- Бронзовая Звезда (США)